# Distretto di Mishima
Il distretto di Mishima (三島郡, Mishima-gun?) è uno dei distretti della prefettura di Ōsaka, in Giappone.
Attualmente fa' parte del distretto solo il comune di Shimamoto.
| Controllo di autorità | VIAF (EN) 258474182 · NDL (EN, JA) 00635375 |